# Campionato belga di pallamano maschile
Il Campionato belga di pallamano maschile è l'insieme dei tornei istituiti ed organizzati dalla Vlaamse Handball Vereniging, la federazione belga di pallamano.

La prima stagione si disputò nel 1957; dall'origine a tutto il 2020 si sono tenute 63 edizioni del torneo.

La squadra che vanta il maggior numero di campionati vinti è l'HC Initia Hasselt con 13 titoli; l'attuale squadra campione in carica è lo Sporting Neerpelt.

## Organizzazione del campionato

### Struttura
Quella che segue è la struttura dei primi 3 livelli del campionato.
| Livello | Campionato            | Campionato            | Campionato            | Campionato            | Campionato            | Campionato            | Campionato            | Campionato            |
| ------- | --------------------- | --------------------- | --------------------- | --------------------- | --------------------- | --------------------- | --------------------- | --------------------- |
| 1       | 1e nationale 10 clubs | 1e nationale 10 clubs | 1e nationale 10 clubs | 1e nationale 10 clubs | 1e nationale 10 clubs | 1e nationale 10 clubs | 1e nationale 10 clubs | 1e nationale 10 clubs |
| 2       | 2e nationale 10 clubs | 2e nationale 10 clubs | 2e nationale 10 clubs | 2e nationale 10 clubs | 2e nationale 10 clubs | 2e nationale 10 clubs | 2e nationale 10 clubs | 2e nationale 10 clubs |
| 3       | Superliga 12 clubs    | Superliga 12 clubs    | Superliga 12 clubs    | Superliga 12 clubs    | Superliga 12 clubs    | Superliga 12 clubs    | Superliga 12 clubs    | Superliga 12 clubs    |

### 1e nationale
La 1e nationale è il massimo campionato maschile e si svolge tra 10 squadre.

Si compone di una stagione regolare in cui i club si affrontano in un girone all'italiana con partite di andata e ritorno; seguono i play-off per il titolo.

La squadra 1ª classificata al termine della stagione è proclamata campione del Belgio.

La squadra classificata al 10º posto in classifica retrocede in 2e nationale, la seconda divisione, nella stagione successiva.

## Albo d'oro
| Edizione | Vincitore        |
| -------- | ---------------- |
| 1957-58  | ROC Flémalle     |
| 1958-59  | ROC Flémalle     |
| 1959-60  | ROC Flémalle     |
| 1960-61  | ROC Flémalle     |
| 1961-62  | ROC Flémalle     |
| 1962-63  | ROC Flémalle     |
| 1963-64  | ROC Flémalle     |
| 1964-65  | ROC Flémalle     |
| 1965-66  | Schaerbeek       |
| 1966-67  | Progrès Seraing  |
| 1967-68  | Sasja Hoboken    |
| 1968-69  | ROC Flémalle     |
| 1969-70  | ROC Flémalle     |
| 1970-71  | HC Inter Herstal |
| 1971-72  | Avanti Lebbeke   |
| 1972-73  | Avanti Lebbeke   |
| 1973-74  | Sasja Hoboken    |
| 1974-75  | Sasja Hoboken    |
| 1975-76  | ROC Flémalle     |
| 1976-77  | Progrès Seraing  |
| 1977-78  | Sporting NeLo    |
| 1978-79  | Mechelen         |
| 1979-80  | Sporting NeLo    |
| 1980-81  | Sporting NeLo    |
| 1981-82  | Sporting NeLo    |
| 1982-83  | Sporting NeLo    |

| Edizione | Vincitore       |
| -------- | --------------- |
| 1983-84  | Initia Hasselt  |
| 1984-85  | Initia Hasselt  |
| 1985-86  | Initia Hasselt  |
| 1986-87  | Sporting NeLo   |
| 1987-88  | Sporting NeLo   |
| 1988-89  | Sporting NeLo   |
| 1989-90  | Sporting NeLo   |
| 1990-91  | Herstal         |
| 1991-92  | Olse Merksem HC |
| 1992-93  | Initia Hasselt  |
| 1993-94  | Initia Hasselt  |
| 1994-95  | Initia Hasselt  |
| 1995-96  | Initia Hasselt  |
| 1996-97  | Initia Hasselt  |
| 1997-98  | Initia Hasselt  |
| 1998-99  | Initia Hasselt  |
| 1999-00  | HC Eynatten     |
| 2000-01  | HC Eynatten     |
| 2001-02  | HC Eynatten     |
| 2002-03  | Tongeren        |
| 2003-04  | Sporting NeLo   |
| 2004-05  | Tongeren        |
| 2005-06  | Sasja Hoboken   |
| 2006-07  | Sasja Hoboken   |
| 2007-08  | Sasja Hoboken   |
| 2008-09  | Tongeren        |

| Edizione | Vincitore        |
| -------- | ---------------- |
| 2009-10  | Tongeren         |
| 2010-11  | Initia Hasselt   |
| 2011-12  | Tongeren         |
| 2012-13  | Initia Hasselt   |
| 2013-14  | Initia Hasselt   |
| 2014-15  | Tongeren         |
| 2015-16  | Achilles Bocholt |
| 2016-17  | Achilles Bocholt |
| 2017-18  | Achilles Bocholt |
| 2018-19  | Achilles Bocholt |
| 2019-20  | non assegnato    |
| 2020-21  | non assegnato    |
| 2021-22  | Visé             |
| 2022-23  | Achilles Bocholt |
| 2023-24  | Sporting NeLo    |
| 2024-25  | Visé             |

## Riepilogo vittorie per club
| Numero | Club               | Anni |
| ------ | ------------------ | --- |
| 13     | Initia Hasselt     | 1983-84, 1984-85, 1985-86, 1992-93, 1993-94, 1994-95, 1995-96, 1996-97, 1997-98, 1998-99 2010-11, 2012-13, 2013-14 |
| 11     | Sporting NeLo      | 1977-78, 1979-80, 1980-81, 1981-82, 1982-83, 1986-87, 1987-88, 1988-89, 1989-90, 2003-04 2023-24                   |
| 11     | Royal Olympic Club | 1957-58, 1958-59, 1959-60, 1960-61, 1961-62, 1962-63, 1963-64, 1964-65, 1968-69, 1969-70 1975-76                   |
| 6      | Sasja Hoboken      | 1967-68, 1973-74, 1974-75, 2005-06, 2006-07, 2007-08                                                               |
| 6      | Tongeren           | 2002-03, 2004-05, 2008-09, 2009-10, 2011-12, 2014-15                                                               |
| 5      | Achilles Bocholt   | 2015-16, 2016-17, 2017-18, 2018-19, 2022-23                                                                        |
| 3      | HC Eynatten        | 1999-00, 2000-01, 2001-02                                                                                          |
| 2      | Visé               | 2021-22, 2024-25                                                                                                   |
| 2      | Herstal            | 1970-71, 1990-91                                                                                                   |
| 2      | Progrès Seraing    | 1966-67, 1976-77                                                                                                   |
| 2      | Avanti Lebbeke     | 1971-72, 1972-73                                                                                                   |
| 1      | Olse Merksem HC    | 1991-92 |
| 1      | Mechelen           | 1978-79 |
| 1      | Schaerbeek         | 1965-66 |